# 北野弘
北野 弘（1962年10月5日 - ）は、日本のテレビプロデューサーで、毎日放送の元・アナウンサー室長。
2019年（株）MBS企画・制作担当常務取締役。2020年６月（株）MBS企画・代表取締役社長である。2022年６月（株）毎日放送　制作スポーツ担当取締役に就任。

## 経歴
- 大阪芸術大学映像計画学科を卒業後に、中京テレビ映像企画に入社 『ズームイン!!朝!』担当
- 株式会社リクルート 『リクルートブック』制作担当
- 大阪東通　制作室ディレクター
- クリエイティブ・ジョーズ　ディレクター

ABCテレビ『クイズ仕事人』、『探偵!ナイトスクープ』、『合コン!合宿!解放区!』
関西テレビ『紳助の人間マンダラ』
- 1997年、毎日放送に入社

『暴ロンブー』総合演出担当
東京支社への異動後に、『ジャングルTV 〜タモリの法則〜』『世界バリバリ★バリュー』『あったか生活!秘伝!カテイの魔法』『世界ウルルン滞在記』プロデューサーを経て、東京制作室長兼東京制作部長を務めた。
2017年6月22日から2020年6月17日まで、アナウンサー室長を歴任。テレビ制作部の出身者では高垣伸博以来2人目の室長で、在任中の2018年に『コトノハ図鑑』（部下に当たる現職のアナウンサーが交互に出演したテレビ番組）を立ち上げた。2020年6月18日～ＭＢＳ企画　制作担当常務取締役に就任。